# Devilskin/Diskografie
Diese Diskografie ist eine Übersicht über die musikalischen Werke der neuseeländischen Alternative-Metal-Band Devilskin. Den Schallplattenauszeichnungen zufolge hat sie bisher mehr als 67.500 Tonträger verkauft. Ihre erfolgreichste Veröffentlichung ist das Debütalbum We Rise mit mehr als 30.000 verkauften Einheiten.

## Alben

### Studioalben
| Jahr | Titel Musiklabel            | Höchstplatzierung, Gesamtwochen, AuszeichnungChartsChartplatzierungen (Jahr, Titel, Musiklabel, Platzierungen, Wochen, Auszeichnungen, Anmerkungen) | Anmerkungen                                               |
| Jahr | Titel Musiklabel            | NZ | Anmerkungen                                               |
| ---- | --------------------------- | --- | --------------------------------------------------------- |
| 2014 | We Rise Devilskin Ltd.      | NZ1 ×2Doppelplatin · (47 Wo.)NZ | Erstveröffentlichung: 11. Juli 2014 Verkäufe: + 30.000    |
| 2016 | Be Like the River Rodeostar | NZ1 Gold · (12 Wo.)NZ | Erstveröffentlichung: 11. November 2016 Verkäufe: + 7.500 |
| 2020 | Red Rodeostar               | NZ2 (7 Wo.)NZ | Erstveröffentlichung: 3. April 2020                       |
| 2025 | Re-Evolution Rodeostar      | NZ1 (… Wo.)NZ | Erstveröffentlichung: 11. Juli 2025                       |

### Livealben
| Jahr | Titel Musiklabel                        | Höchstplatzierung, Gesamtwochen, AuszeichnungChartsChartplatzierungen (Jahr, Titel, Musiklabel, Platzierungen, Wochen, Auszeichnungen, Anmerkungen) | Anmerkungen                             |
| Jahr | Titel Musiklabel                        | NZ | Anmerkungen                             |
| ---- | --------------------------------------- | --- | --------------------------------------- |
| 2014 | Live at the Powerstation Devilskin Ltd. | NZ12 (8 Wo.)NZ | Erstveröffentlichung: 21. November 2014 |

### EPs
| Jahr | Titel Musiklabel         | Höchstplatzierung, Gesamtwochen, AuszeichnungChartsChartplatzierungen (Jahr, Titel, Musiklabel, Platzierungen, Wochen, Auszeichnungen, Anmerkungen) | Anmerkungen                       |
| Jahr | Titel Musiklabel         | NZ | Anmerkungen                       |
| ---- | ------------------------ | --- | --------------------------------- |
| 2024 | Surfacing Devilskin Ltd. | NZ4 (8 Wo.)NZ | Erstveröffentlichung: 3. Mai 2024 |

## Singles
| Jahr | Titel Album                | Höchstplatzierung, Gesamtwochen, AuszeichnungChartsChartplatzierungen (Jahr, Titel, Album, Platzierungen, Wochen, Auszeichnungen, Anmerkungen) | Anmerkungen                                           |
| Jahr | Titel Album                | NZ | Anmerkungen                                           |
| ---- | -------------------------- | --- | ----------------------------------------------------- |
| 2012 | Little Pills We Rise       | NZ— PlatinNZ | Erstveröffentlichung: 10. März 2012 Verkäufe: +15.000 |
| 2014 | Start a Revolution We Rise | NZ28 (1 Wo.)NZ | Erstveröffentlichung: 3. Mai 2014                     |

Weitere Singles
- 2013: Never See the Light
- 2014: Fade
- 2015: Mountains
- 2016: Pray
- 2016: Grave
- 2017: Believe in Me
- 2017: Animal
- 2018: Endo
- 2019: All Fall Down
- 2020: Corrode
- 2020: Everybody’s High but Me
- 2020: Sweet Release
- 2023: Let Me Breathe
- 2024: Barracuda
- 2024: Unborn

## Musikvideos
- 2014: Start a Revolution
- 2014: Never See the Light
- 2014: Little Pills
- 2015: Fade
- 2016: Pray
- 2016: Mountains
- 2016: Voices
- 2017: Believe in Me
- 2018: Endo
- 2019: All Fall Down
- 2020: Corrode
- 2020: Sweet Release
- 2023: Let Me Breathe
- 2024: Unborn

## Statistik

### Chartauswertung
|                     | NZ    |
| ------------------- | ----- |
| Nummer-eins-Alben   | NZ3NZ |
| Top-10-Alben        | NZ5NZ |
| Alben in den Charts | NZ6NZ |

|                       | NZ    |
| --------------------- | ----- |
| Nummer-eins-Singles   | NZ—NZ |
| Top-10-Singles        | NZ—NZ |
| Singles in den Charts | NZ1NZ |

### Auszeichnungen für Musikverkäufe
Anmerkung: Auszeichnungen in Ländern aus den Charttabellen bzw. Chartboxen sind in ebendiesen zu finden.
| Land/RegionAuszeichnungen für Musikverkäufe (Land/Region, Auszeichnungen, Verkäufe, Quellen) | Gold  | Platin     | Verkäufe | Quellen                       |
| -------------------------------------------------------------------------------------------- | ----- | ---------- | -------- | ----------------------------- |
| Neuseeland (RMNZ)                                                                            | Gold1 | 3× Platin3 | 67.500   | aotearoamusiccharts.co.nz NZ2 |
| Insgesamt                                                                                    | Gold1 | 3× Platin3 |          |                               |